# 8460 Imainamahoe
8460 Imainamahoe eller 1981 EP19 är en asteroid i huvudbältet som upptäcktes den 2 mars 1981 av den amerikanska astronomen Schelte J. Bus vid Siding Spring-observatoriet. Den är uppkallad efter Imai Namahoe.